# Antoni z Optiny
Antoni, imię świeckie: Aleksandr Iwanowicz Putiłow (ur. 26 lutego?/9 marca 1795 w Borisoglebskim, zm. 26 lipca?/7 sierpnia 1865 w Kozielsku) – jeden ze Świętych Starców Optyńskich.

## Życiorys
Urodził się w rodzinie Iwana Grigoriewicza i Anny Iwanowny Putiłowych, gdzie został wychowany w duchu surowej religijności. Już w dzieciństwie miał rozważać wstąpienie w przyszłości do monasteru, w jego dalszej rodzinie byli mnisi prawosławni. W 1812 w czasie najazdu francuskiego na Rosję przebywał w Moskwie i poniósł z rąk Francuzów ciężkie obrażenia. Udał się wówczas do domu rodzinnego w Rostowie, po czym opuścił go na zawsze, by zostać pustelnikiem w lasach rosławskich, podobnie jak jego brat Tymofiej - mnich Mojżesz. 2 lutego 1820 złożył święcenia zakonne. Już po roku udał się razem z bratem do Pustelni Optyńskiej, by współtworzyć przy niej skit św. Jana Chrzciciela. 
W 1825 Mojżesz został wyznaczony na starca monasteru, zaś Antoniemu powierzono funkcję przełożonego skitu. Wykonywał ją mimo ciężkiej choroby. Równocześnie rósł jego autorytet wśród zakonników i ludzi świeckich, przybywających do Pustelni Optyńskiej po porady duchowe. W 1839 biskup kałuski Mikołaj wyznaczył mnicha Antoniego na przełożonego podupadłego monasteru Czernoostrowskiego. Praca w tym miejscu nadwątliła jednak jeszcze poważniej jego słabe zdrowie, toteż biskup skierował go z powrotem do Pustelni Optyńskiej jako starca.
9 marca 1865 złożył śluby wielkiej schimy przed przełożonym monasteru Izaakiem. Był już wówczas bardzo słaby. W ostatnich dniach życia nie pełnił już obowiązków starca, nieustannie się modląc. Zmarł 7 sierpnia 1865 w monasterze.
Jego relikwie znajdują się w cerkwi Kazańskiej Ikony Matki Bożej na terenie klasztoru.